# Lingue filippine
Le lingue filippine sono una famiglia di lingue austronesiane, del gruppo delle lingue maleo-polinesiache. Sono parlate nelle Filippine e in alcune regioni dell'Indonesia.

## Distribuzione geografica
La maggior parte delle lingue di questa famiglia sono parlate nelle varie isole delle Filippine. Fanno eccezione solo alcuni casi:
- lingua yami (gruppo Bashiic), parlata nell'isola di Lan-Yu (Taiwan);
- lingua iranun (gruppo delle lingue filippine centrali maggiori), parlata nella regione di Sabah, nel Borneo settentrionale (Indonesia);
- il gruppo delle lingue gorontalo-mongondow, 9 lingue filippine centrali maggiori e il gruppo delle lingue minahasan (5 lingue), parlate sull'isola di Sulawesi (Indonesia);
- 4 lingue del gruppo sangiric (lingua sangir, lingua ratahan, lingua bantik, lingua talaud), anche queste parlate sull'isola di Sulawesi.

## Classificazione
Secondo la classificazione 2016 riportata su Ethnologue (SIL International) la famiglia è composta da 188 lingue tra vive ed estinte. È il secondo gruppo per numero di lingue fra le lingue maleo-polinesiache dopo il gruppo delle lingue maleo-polinesiache centro-orientali. I gruppi che compongono la famiglia sono:
- Lingue bashiic (3)
- Lingue bilic (5)
- Lingue luzon centrali (10)
- Lingue filippine centrali maggiori (93)
- Lingue kalamian (2)
- Lingue minahasan (5)
- Lingue manga settentrionali (3)
- Lingue luzon settentrionali (52)
- Lingue sangiric (5)
- Lingua agta di Villa Viciosa (1) [codice ISO 639-3 dyg] Lingua estinta

Almeno dal 2018 Ethnologue non distingue più il gruppo all'interno delle lingue maleo-polinesiache.